# جوناثان غارث
جوناثان غارث (بالإنجليزية: Jonathan Garth)‏ (12 يناير 1965 - ) هو لاعب كريكت أيرلندي. شارك مع منتخب أيرلندا للكريكت.

## وصلات خارجية
- جوناثان غارث على موقع إي آس بي آن كريك إنفو (الإنجليزية)